# Roger Tayler
Roger John Tayler (25 ottobre 1929 – 23 gennaio 1997) è stato un astronomo britannico.
Ha collaborato con Fred Hoyle e Stephen Hawking all'università di Cambridge sui problemi della produzione di elio in cosmologia. Nel 1969 è stato nominato professore di astronomia del Gresham College di Londra.